# Langues aux Samoa américaines
Les langues officielles des Samoa américaines sont le samoan, qui est la langue locale et maternelle de 89 % des habitants, ainsi que l'anglais, qui n'est la langue maternelle que de 4 % des habitants mais qui est maitrisée par 99 % d'entre eux.
La majorité des locuteurs du samoan (95%) parlent également anglais (1 % ne maitrisant pas l'anglais), alors que ceux qui ont l'anglais comme langue maternelle ne maitrisent que l'anglais. Bien que le samoan reste la langue dominante dans les échanges quotidiens (c'est la langue la plus utilisé dans 69 % des foyers bilingues), l'anglais est de plus en plus présent : il est autant utilisé que la langue maternelle dans 22 % des foyers bilingues et plus utilisé dans 4 % d'entre eux.

## Langues maternelles
| Langue                               | Population | %      |
| ------------------------------------ | ---------- | ------ |
| Samoan                               | 43 329     | 88,59  |
| Anglais                              | 1 921      | 3,93   |
| Tongien                              | 1 300      | 2,66   |
| Autres langues des îles du Pacifique | 1 471      | 3,01   |
| Langues asiatiques                   | 672        | 1,37   |
| Autres langues                       | 215        | 0,44   |
| Total                                | 48 908     | 100,00 |